# 黄岗河 (渔涝河)
黄岗河，位于中国广东省西部，是渔涝河左岸支流，发源于德庆县高良镇大河尾，西北流入封开县境，于封开县河儿口镇三房村对岸汇入渔涝河。河长23千米，流域面积108平方千米。